# Кузнецов, Константин Андреевич (кинооператор)
Константин Андреевич Кузнецо́в (10 (22) октября 1899 года — 11 января 1982 года, Москва) — советский кинооператор и фотограф. Заслуженный деятель искусств РСФСР (1970). Лауреат Сталинской премии (1950).

## Биография
Константин Кузнецов родился 10 (22) октября 1899 года. В кино с 1914 года. Ученик оператора А. А. Левицкого. Творческую деятельность начал как оператор хроники; снимал на фронтах Гражданской войны, участвовал в плаваниях агитпарохода «Факел революции» и в поездках агитпоезда с М. И. Калининым. Снимал первые коммунистические субботники, установление советской власти в Казани, Баку и Ереване.
В качестве фотографа снимал В. И. Ленина, был фотографом во время его похорон и подготовки к ним в Горках.

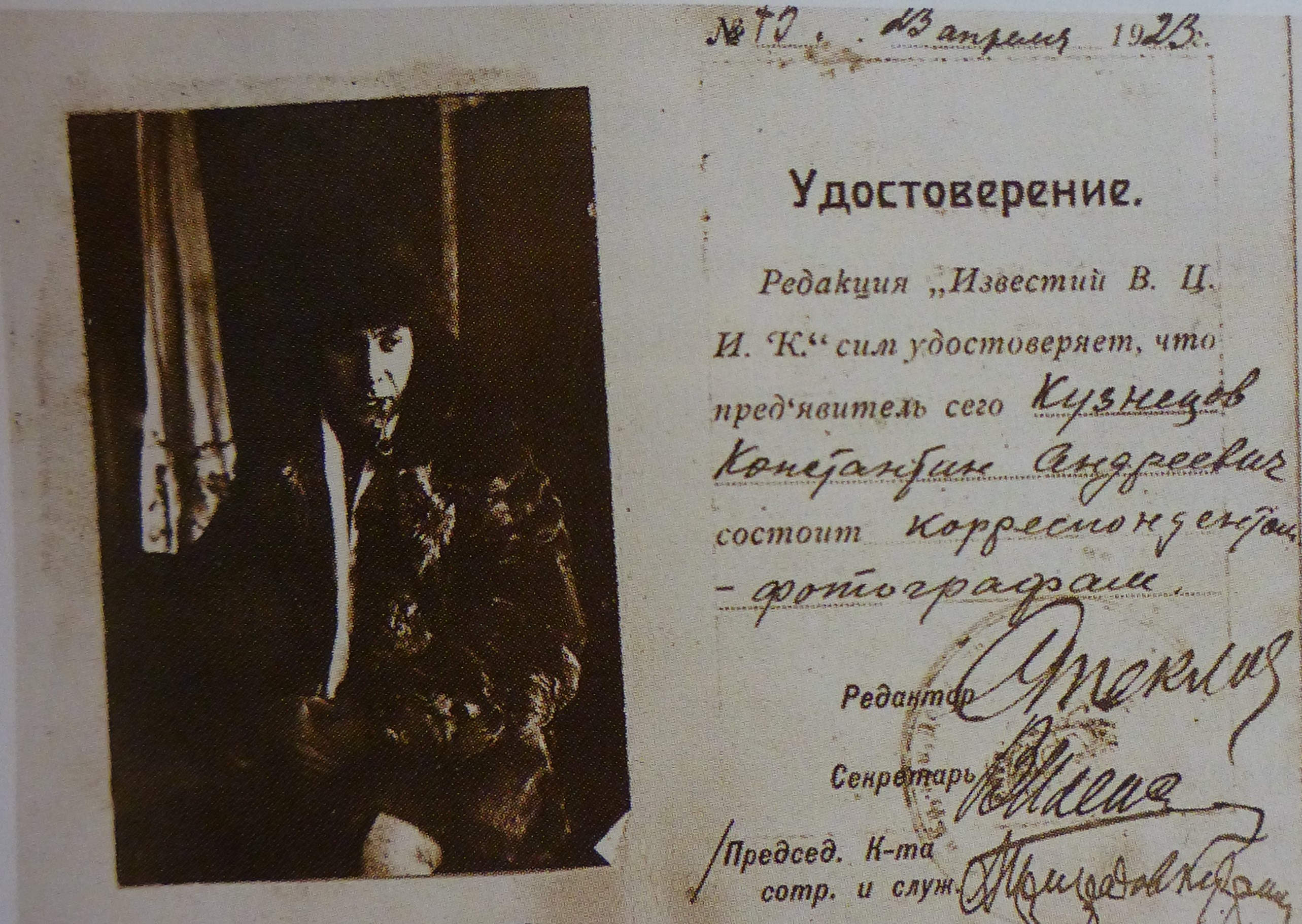
Удостоверение корреспондента-фотографа «Известий ВЦИК», выданное Константину Кузнецову 23 апреля 1923 года

С 1923 года работал в художественной кинематографии. В фильме «Великий утешитель» (1933) предложил и освоил метод составления полной световой и композиционной партитуры фильма в подготовительный репетиционный период; это определило высокое художественное качество съёмок и убыстрило производство картин. С 1946 года работал в научно-популярном кино. В 1934 году преподавал во ВГИКе. В 1935 году был педагогом-консультантом на Таджикской киностудии.
К. А. Кузнецов умер 11 января 1982 года.

## Фильмография
- 1924 — Долина слёз (с А. Е. Разумным)
- 1926 — Абрек Заур
- 1926 — По закону
- 1927 — Бабы рязанские
- 1927 — Ваша знакомая
- 1927 — Москва в Октябре (с Я. Толчаным и Б. Франциссоном)
- 1928 — Кукла с миллионами
- 1929 — Чины и люди
- 1931 — Сорок сердец
- 1931 — Томми
- 1932 — Горизонт
- 1933 — Великий утешитель
- 1934 — Кража зрения
- 1936 — Дохунда
- 1938 — Руслан и Людмила (с Н. С. Ренковым)
- 1939 — Родина
- 1940 — Старый наездник
- 1941 — Мы ждём вас с победой (с Т. П. Лебешевым)
- 1943 — Он ещё вернётся
- 1944 — Щит Джургая (с А. И. Поликевичем)
- 1947 — Повесть о жизни растений
- 1948 — Разведывательная группа в поиске
- 1949 — В гостях у старейших
- 1950 — Как начиналась жизнь
- 1951 — Теберда
- 1953 — Великое прощание (в составе группы операторов-документалистов)
- 1954 — Рассказ о зелёных квадратах
- 1955 — Золотое руно
- 1955 — Электрификация сельского хозяйства
- 1956 — В краю вулканов и гейзеров
- 1956 — По Камчатке
- 1957 — Новый аттракцион
- 1959 — Дочь Малого театра
- 1959 — Дозиметрические приборы
- 1960 — Лётное происшествие
- 1961 — Великий дар природы
- 1963 — В голодной степи
- 1963 — На страже безопасности движения
- 1963 — Хлопок и мясо
- 1964 — О прекрасном

## Награды и премии
- Орден Трудового Красного Знамени (6 марта 1950 года) — за выдающиеся заслуги в развитии советской кинематографии, в связи с 30-летием[3]
- Сталинская премия (1950) — за фильм «Щит Джургая» (1944)
- Ломоносовская премия (1962) — за фильм «Великий дар природы» (1961)
- Заслуженный деятель искусств РСФСР (1970)
- Главный приз Международного кинофестиваля в Венеции (1948) — за фильм «Повесть о жизни растений» (1947)